# Vikselet
Vikselet är en sjö i Skellefteå kommun i Västerbotten och ingår i Bureälvens huvudavrinningsområde. Sjön har en area på 0,205 kvadratkilometer och ligger 33,1 meter över havet. Sjön avvattnas av vattendraget Bureälven.

## Delavrinningsområde
Vikselet ingår i det delavrinningsområde (718086-175336) som SMHI kallar för Inloppet i Bursjön. Medelhöjden är 36 meter över havet och ytan är 0,96 kvadratkilometer. Räknas de 111 avrinningsområdena uppströms in blir den ackumulerade arean 1 028,99 kvadratkilometer. Avrinningsområdets utflöde Bureälven mynnar i havet. Avrinningsområdet består mestadels av skog (65 procent). Avrinningsområdet har 0,21 kvadratkilometer vattenytor vilket ger det en sjöprocent på 21,5 procent.